# Urushiyama
 (novembre 2023).
Si vous disposez d'ouvrages ou d'articles de référence ou si vous connaissez des sites web de qualité traitant du thème abordé ici, merci de compléter l'article en donnant les références utiles à sa vérifiabilité et en les liant à la section « Notes et références ».
Urushiyama (漆山) est un quartier de la ville japonaise de Nan'yō, au nord de l'île de Honshu (préfecture de Yamagata).

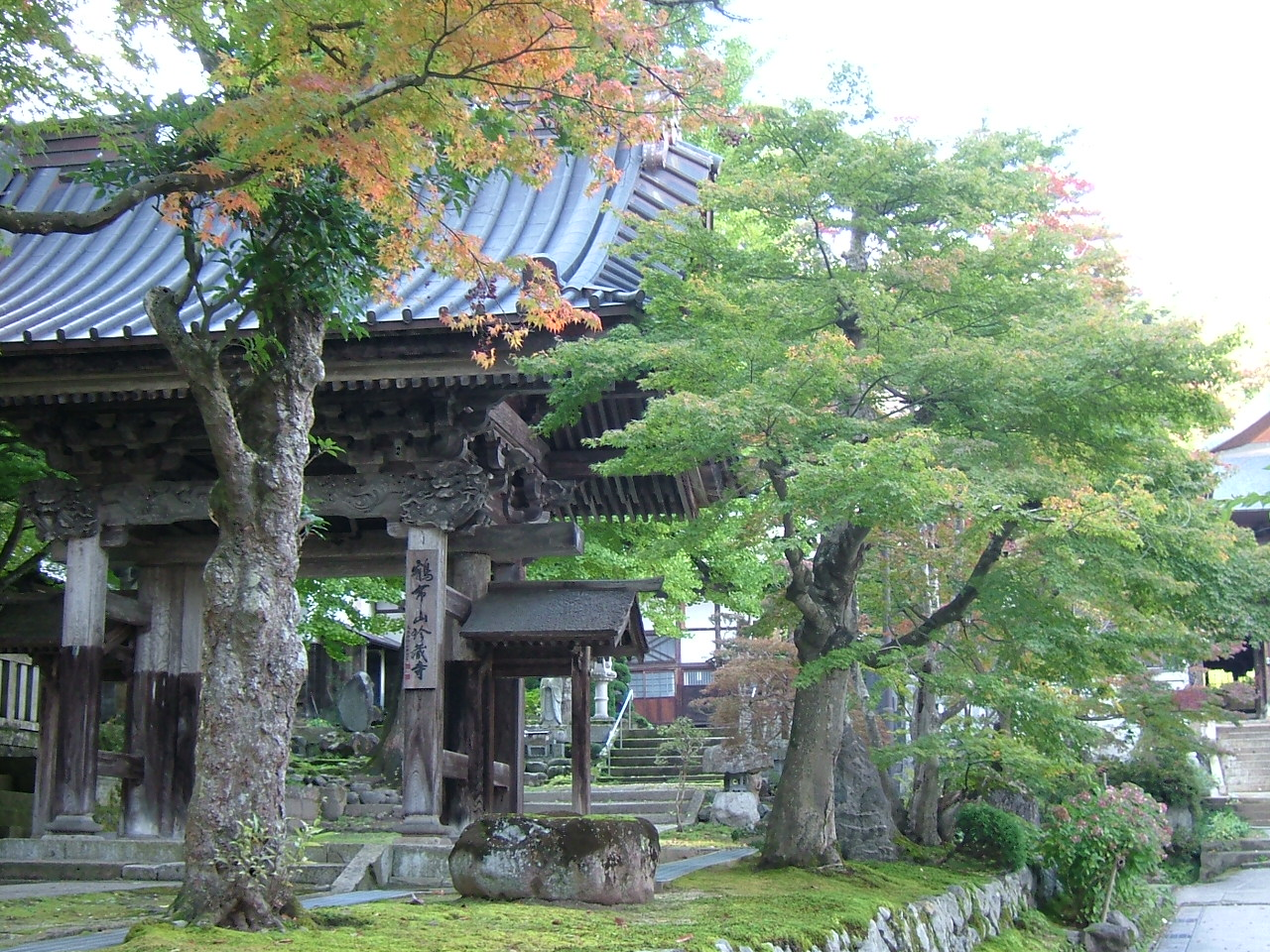
Le temple Chinzo à Urushiyama.

Il se trouve sur la Route Nationale 113.
Le quartier abrite le musée Yuzuru No Sato, qui a une animation de la fameuse histoire de la grue d'Urushiyama, et une exposition en relation avec la production de soie, l'une des industries majeures dans cette région jusqu'à la Seconde Guerre mondiale. Le musée sert également de lieu de rendez-vous aux conteurs japonais traditionnels.

## Le conte de la grue
Urushiyama est le site d'une des histoires de grue les plus célèbres du Japon, liée au Temple Chinzo en ville.
Dans cette histoire, un homme dénommé Kinzo aide à sauver une grue. La grue redevable se transforme en femme et devient son épouse. Elle coud des vêtements qu'il vend au marché, à la condition qu'il n'observe pas comment elle les fabrique.
Évidemment, cédant à la curiosité, Kinzo jette un œil dans la pièce où sa femme travaille. Il est choqué de voir une grue fabriquer les vêtements. Puisqu'il a rompu sa promesse, la grue retourne au ciel. Kinzo a honte et devient prêtre, priant tous les jours pour la grue.

## Honneur
L'astéroïde (20204) Yuudurunosato porte le surnom d'Urushiyama. Ce surnom dérive du conte populaire Yuuduru.